# Liste der Monuments historiques in Tonnay-Charente
Die Liste der Monuments historiques in Tonnay-Charente führt die Monuments historiques in der französischen Gemeinde Tonnay-Charente auf.

## Liste der Bauwerke
| Bezeichnung                                 | Beschreibung                   | Standort | Kennzeichnung | Schutzstatus   | Datum | Bild           |
| ------------------------------------------- | ------------------------------ | -------- | ------------- | -------------- | ----- | -------------- |
| Hängebrücke mit Häusern für den Brückenzoll | erbaut 1842, Entwurf Louis Dor | (Lage)   | PA00105287    | Classé Inscrit | 1988  | weitere Bilder |

## Liste der Objekte
Zum Verständnis siehe: Kirchenausstattung
| Bezeichnung                    | Beschreibung                                           | Standort                        | Kennzeichnung | Schutzstatus | Datum | Bild |
| ------------------------------ | ------------------------------------------------------ | ------------------------------- | ------------- | ------------ | ----- | ---- |
| Tabernakel                     | Holz, vergoldet, um 1700                               | in der Kirche St-Étienne (Lage) | PM17000551    | Classé       | 1938  |      |
| Grabstein von Thomas de Comans | Marmor, 1628                                           | in der Kirche St-Étienne (Lage) | PM17001436    | Inscrit      | 1984  |      |
| Zwei Beichtstühle              | Holz, 19. Jahrhundert                                  | in der Kirche St-Étienne (Lage) | PM17001712    | Inscrit      | 1991  |      |
| Glocke                         | Bronze, 1741 gegossen                                  | in der Kirche St-Étienne (Lage) | PM17000552    | Classé       | 1942  |      |
| Gemälde Kreuzabnahme           | Öl auf Leinwand, 19. Jahrhundert, nach Charles Le Brun | in der Kirche St-Étienne (Lage) | PM17000620    | Classé       | 1994  |      |
| Kreuzweg                       | Holz, stuckiert und farbig gefasst, 1893               | in der Kirche St-Étienne (Lage) | PM17001437    | Inscrit      | 1984  |      |